# 拉迪·夸利
拉迪·夸里， MBE （约1925- 1984年8月12日）是一位尼日利亚陶艺家和教育家。 她小时候就跟姑姑学习制陶，主要學的是泥条盘筑法。 尼日利亚20奈拉纸币的背面就是拉迪·夸利。 